# Campaneta, fades i pirates
Campaneta, fades i pirates (títol original en anglès: The Pirate Fairy) és una pel·lícula d'aventures i animació estatunidenca del 2014, produïda per Walt Disney Animation Studios i dirigida per Peggy Holmes. És la cinquena pel·lícula de la franquícia cinematogràfica sobre la Campaneta, creada per DisneyToon Studios i basada en el personatge del mateix nom del llibre Peter Pan and Wendy de J. M. Barrie. Les veus originals de la cinta les donen Mae Whitman, en el paper de Campaneta, Christina Hendricks, com una nova fada guardiana de la pols Zarina, i Tom Hiddleston, com el jove Capità Garfi.
A Catalunya, la pel·lícula es va estrenar a les cartelleres cinematogràfiques amb 25 còpies en català el 27 de juny de 2014. La producció va ser doblada amb el suport del Departament de Cultura de la Generalitat de Catalunya.

## Argument
La pel·lícula comença amb la Zarina (Christina Hendricks), una fada guardiana de la pols amb un talent innat per a la curiositat però que es queda sense pols per volar contínuament i ha de caminar cada dia per anar a treballar al molí de la pols de fades. El que més la fascina de tot és que amb una simple gota de pols blava es pugui crear una cascada de pols de fades i, malgrat els advertiments que rep, està decidida a investigar tot el que sigui possible sobre aquest fenomen.
Un dia, mentre està a casa seva fent diversos experiments amb la pols, cau del seu cabell, per accident, una gota de pols blava, creant com a resultat pols de color taronja que li permet controlar la llum. Entusiasmada amb el deu descobriment, el comparteix ràpidament amb Campaneta que s'adona del perill que aquests experiments poden portar. Malgrat el seu avís, Zarina està eufòrica i acaba creant una planta de dimensions descomunals que destrueix part del poblat i el molí de la pols. El seu supervisor, Gary, enfadat amb ella i veient el risc que comporta, li prohibeix tornar a treballar mai més amb pols de fades. Tsarina però, dolguda per no ser ja una guardiana de la pols, agafa els seus experiments i marxa del poble.
Un any més tard, a la Fira de les Quatre Estacions, apareix de nou la Zarina vestida de pirata. Amb l'ajuda dels seus experiments ha adquirit nous poders màgics amb els quals aconsegueix adormir tots els espectadors que es troben en el Clot de les Fades celebrant la Fira i robar la pols blava. Tanmateix, Campaneta (Mae Whitman) amb quatre fades més -Silvermist (Lucy Liu), Iridessa (Raven-Symoné), Rosetta (Megan Hilty), Fawn (Angela Bartys) i Vidia (Pamela Adlon)-, s'adonen de les seves intencions i la persegueixen. Les fades intenten recuperar la pols blava, però la Zarina els intercanvia els dons. D'aquesta manera, amb els poders canviats, Campaneta i les seves amigues van a la recerca de la Zarina que ara és la Capitana d'un vaixell pirata comandat per James Hook.

## Repartiment
- Mae Whitman: Campaneta
- Christina Hendricks: Zarina
- Tom Hiddleston: James "Hook"
- Lucy Liu: Silvermist
- Raven-Symone: Iridessa
- Megan Hilty: Rosetta
- Pamela Adlon: Vidia
- Angela Bartys: Fawn
- Jim Cummings: Oppenheimer
- Carlos Ponce: Bonito

## Producció
La pel·lícula s'havia de dir inicialment Quest for the Queen. Peggy Holmes, codirectora de Secret of the Wings va firmar per a dirigir-la. La història introduïa nous personatges, Zarina, amb la veu de Christina Hendricks, i en James o el jove Capità Hook, amb veu de Tom Hiddleston. Carlos Ponce també va donar la seva veu a un dels personatges de la pel·lícula.
Disney va anunciar el gener de 2014 que el dissenyador Christian Siriano s'encarregaria de crear el vestuari de les fades, especialment el de la Zarina. Siriano va dir-ne que li agradava molt "el repte d'aquest projecte". També va comentar que no havia dissenyat mai abans per un personatge d'animació, però que estava content de portar les seves habilitats al món de la Tsarina. "És un personatge nou i únic, i desitjo fer-la memorable i convertir-la en una icona. Els personatges de Disney perduren i com a dissenyador novell em sento feliç d'ajudar a crear una porció de la història de Disney".
La banda sonora de la pel·lícula va quedar en mans de Joel McNeely, que prèviament també s'havia encarregat de la banda sonora d'altres pel·lícules de la Campaneta.